# 2012 UV177
2012 UV177 est un astéroïde troyen de Neptune.

## Description
2012 UV177 est un astéroïde troyen de Neptune. Il présente une orbite caractérisée par un demi-grand axe de 29,94 UA, une excentricité de 0,07 et une inclinaison de 20,8 par rapport à l'écliptique.

## Compléments